# Leonid Wassiljewitsch Kirenski
Leonid Wassiljewitsch Kirenski (russisch Леонид Васильевич Киренский; * 25. Märzjul. / 7. April 1909greg. in Amga, Russisches Kaiserreich; † 3. November 1969 in Moskau, Sowjetunion) war ein jakutisch-sowjetischer Physiker und Hochschullehrer.

## Leben
Kirenski stammte aus einer Ackerbauernfamilie. 1915 starb sein Vater, und er wurde in die Schule der Kirchengemeinde Amga eingeschult. 1919 nach dem Grundschulabschluss zog die Familie nach Jakutsk um. Als Kirenski den Mittelschulbesuch in Jakutsk 1927 abschloss und die Eingangsprüfung am Moskauer Bergbau-Institut nicht bestand, begann er die schwierige Arbeit als Lehrer für Physik und Mathematik an der russischen Musterversuchsschule in Jakutsk. 1928 wurde er Lehrer an der Mittelschule in Oljokminsk und 1930 Lehrer in Jakutsk.
1931–1937 studierte Kirenski an der physikalischen Fakultät der Universität Moskau (MGU). Er war ein Schüler Nikolai Sergejewitsch Akulows und veröffentlichte 1937 seine erste wissenschaftliche Arbeit über die Temperaturabhängigkeit der Magnetisierungskurve. Es folgte die Aspirantur. 1939 verteidigte er an der MGU seine Kandidat-Dissertation über den magnetokalorischen Effekt bei der Drehung eines ferromagnetischen Kristalls im Magnetfeld.
1940 wurde Kirenski zur Arbeit als Dozent nach Krasnojarsk an das Pädagogische Institut geschickt. 1941 übernahm er die Leitung des Lehrstuhls für Physik. 1943 organisierte er das Magnet-Laboratorium des Pädagogischen Instituts. Im selben Jahr trat er in die KPdSU ein. 1949–1969 war er Vorsitzender des Krasnojarsker Gebietskomitees für die Verteidigung des Friedens. 1950 verteidigte er seine Doktor-Dissertation über den Energiezustand der Ferromagnete.

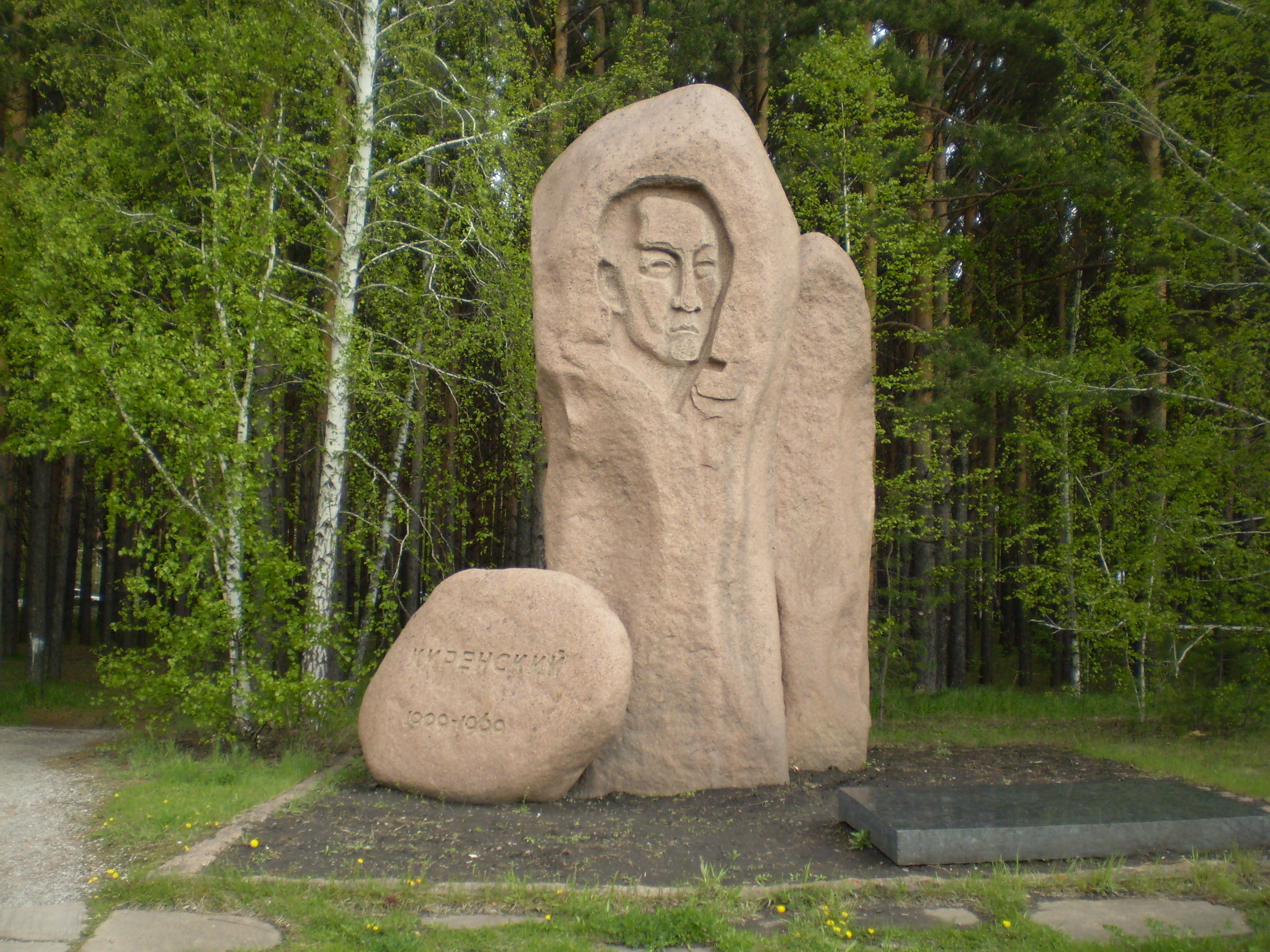
Kirenskis Grabdenkmal

1956 organisierte Kirenski das auf seine Initiative nach langem Bemühen gegründete Institut für Physik der Sibirischen Abteilung (SO) der Akademie der Wissenschaften der UdSSR (AN-SSSR, seit 1991 Russische Akademie der Wissenschaften (RAN)) in Krasnojarsk und war dann dessen Direktor bis 1969, als sein Schüler Iwan Alexandrowitsch Terskow sein Nachfolger wurde. Auch Iossif Issajewitsch Gitelson gehörte zu seinen Schülern. Im Juli 1960 führte Kirenski das erste Allunionssymposium für magnetische dünne Schichten in Krasnojarsk durch.
Von 1960 bis 1969 war Kirenski Abgeordneter im Obersten Sowjet der UdSSR und Mitglied der Kommission für Außenangelegenheiten. 1964 wurde Kirenski zum Korrespondierenden Mitglied der AN-SSSR gewählt. 1966 nahm er am XXIII. Parteitag der KPdSU teil. Im selben Jahr führte er das erste Allunionssymposium über starke Magnetfelder durch. 1968 wurde er zum Vollmitglied der AN-SSSR gewählt. Im selben Jahr führte er das erste internationale Symposium über die Physik der magnetischen dünnen Schichten in Irkutsk durch. Im Oktober 1969 nahm er am Kongress der International Astronautical Federation in Argentinien teil. Auf der Rückreise starb er in Moskau an einem Herzinfarkt.
Kirenski wurde im Krasnojarsker Akademgorodok begraben. Sein Grabdenkmal von N. A. Silis, Wladimir Sergejewitsch Lemport und L. A. Sokolow wurde 1974 errichtet. Das Institut für Physik erhielt Kirenskis Namen, und ein Erinnerungsmuseum wurde am Institut gegründet. Kirenskis Namen tragen Straßen in Krasnojarsk und Amga sowie das Lyzeum Amga.

## Ehrungen
- Orden des Roten Banners der Arbeit (1961)[3]
- Held der sozialistischen Arbeit (1969)[3]
- Leninorden (1969)[3]